# دوري كرة القدم الغربي 1956–57
دوري كرة القدم الغربي 1956–57 (بالإنجليزية: 1956–57 Western Football League)‏ هو موسم من دوري كرة القدم الغربي ‏. فاز فيه نادي بول تاون.